# Sewernojesee
Der Sewernojesee (russisch Озеро Северное Nördlicher See) ist ein See im zentralen Norden der russischen Region Krasnojarsk.

## Lage
Der Sewernojesee liegt in den südlichen Ausläufern des Putorana-Gebirges, das Teil des Mittelsibirischen Berglands ist. Der etwa 201 m hoch gelegene langgestreckte See hat eine Länge von 44 km sowie eine maximale Breite von etwa 2,8 km. Auf den oberen, östlichen 11 Kilometern ist der See in nordwestlicher Richtung ausgerichtet, auf der restlichen Länge ist der See in südwestlicher und westlicher Richtung ausgerichtet. Die Wasserfläche beträgt 61 km². Der See liegt in einer Tundralandschaft nördlich des Polarkreises. Die Sewernaja, ein rechter Nebenfluss der Unteren Tunguska, entwässert den See an dessen westlichem Ende.

## Einzugsgebiet und Zuflüsse
Das Einzugsgebiet des Sewernojesees umfasst etwa 8100 km². Der Oron mündet in das östliche Ende des Sees, der Epeklisen mündet von Norden kommend in den See. Kleinere Zuflüsse sind Belgib und Chegde-Jukte.